# Gleb (Smirnow)
Gleb, imię świeckie Iwan Smirnow (ur. 10 sierpnia?/23 sierpnia 1913 w Oriechowie-Zujewie, zm. 25 lipca 1987) – rosyjski biskup prawosławny.

## Życiorys
Urodził się w rodzinie kapłana prawosławnego. Jego czterej bracia zostali duchownymi. Iwan Smirnow ukończył szkołę średnią w Riazaniu, następnie kursy zawodowe w Moskwie. 22 września w Moskwie biskup riazański i kasimowski Mikołaj wyświęcił go na diakona, zaś 11 listopada 1957 – na kapłana. Służył kolejno w różnych cerkwiach w Riazaniu, Michajłowie i Letowie. W 1960 owdowiał.
12 września 1973 został proboszczem parafii przy soborze Świętych Borysa i Gleba w Riazaniu. 4 maja 1976 biskup riazański i kasimowski Szymon (Nowikow) przyjął od niego wieczyste śluby zakonne  z imieniem Gleb. Następnego dnia mnich Gleb otrzymał godność archimandryty. 9 maja 1976 w soborze Objawienia Pańskiego w Moskwie miała miejsce jego chirotonia na biskupa orłowskiego i briańskiego. Jako konsekratorzy wzięli w niej udział: patriarcha Moskwy i całej Rusi Pimen, metropolici chalcedoński Meliton (Patriarchat Konstantynopolitański), leningradzki i nowogrodzki Nikodem, kijowski i halicki Filaret, granupolski Damaskin (Patriarchat Konstantynopolitański), kruticki i kołomieński Serafin, jarosławski i rostowski Jan, chersoński i odeski Sergiusz, arcybiskup wołokołamski Pitirim, biskup riazański i kasimowski Szymon.
9 września 1978 odniesiony do godności arcybiskupiej.
W 1987 zmarł.